# Bezirkskrankenhaus (Österreich)
Als Bezirkskrankenhaus bezeichnet man in Österreich öffentlich-rechtliche Krankenhäuser, deren Träger ein Gemeindeverband, bestehend aus den jeweiligen Gemeinden eines politischen Bezirkes ist. Die üblicherweise verwendete Abkürzung ist „BKH“.

## Träger
Der Träger dieser Krankenhäuser ist nicht die Bezirkshauptmannschaft, sondern ein eigens gegründeter Gemeindeverband, dem alle Gemeinden eines Bezirkes angehören. Die Gemeinden sind im Verband durch die jeweiligen Bürgermeister vertreten, Vorsitzender des Verbandes einer von ihnen. Durch die Übernahme von Bezirkskrankenhäusern in Landesgesellschaften gibt es nur mehr fünf Bezirkskrankenhäuser in Tirol, wovon eines zu 50 % dem Land gehört.

## Liste der Bezirkskrankenhäuser

### Tirol
- Bezirkskrankenhaus St. Johann in Tirol, Gemeindeverband der 20 Gemeinden im Bezirk Kitzbühel
- Bezirkskrankenhaus Lienz, Gemeinden in Osttirol
- Bezirkskrankenhaus Schwaz, Gesellschaft 50 % Tilak, 50 % Gemeinden im Bezirk Schwaz
- Bezirkskrankenhaus Kufstein, 30 Gemeinden des Bezirks Kufstein
- Bezirkskrankenhaus Reutte Ehenbichl, Gemeindeverband von Reutte

### Niederösterreich
Das Landesklinikum Mistelbach war in der Monarchie von 1909 ein Bezirkskrankenhaus. Dieser Krankenhausverband wurde während des Zweiten Weltkrieges aufgelöst.
Von 1928 bis 2004 gehörte das Krankenhaus Lilienfeld einem Gemeindeverband des Bezirkes, ebenso ab 1974 das Krankenhaus Mistelbach einem Verband von Gemeinden des Bezirkes Mistelbach. Sie hatten zwar nicht den Namen, jedoch den Charakter von Bezirkskrankenhäusern. 2005 wurden sie als Landeskliniken in die eigens gegründete Niederösterreichische Landeskliniken-Holding übernommen.
Auch das Landesklinikum Mödling führte in der Zeit nach dem Anschluss in der Verwaltung Groß-Wiens die Bezeichnung bis nach dem Staatsvertrag  im Jahr 1956, wo es in niederösterreichischen Landesbesitz überging.